# Jordanita hector
Jordanita hector là một loài bướm đêm thuộc họ Zygaenidae. Nó được tìm thấy ở miền nam Thổ Nhĩ Kỳ và Liban.
Chiều dài cánh trước là 13–14 mm đối với con đực và 9,5–12 mm đối với con cái. Con trưởng thành bay vào cuối tháng 5.
Ấu trùng có thể ăn Centaurea cheirolopha.